# Fenfushi (Thaa-atol)
Fenfushi is een van de onbewoonde eilanden van het Thaa-atol behorende tot de Maldiven.